# Клечев
Клечев (пољ. Kleczew) град је у Пољској у Војводству великопољском. По подацима из 2012. године број становника у месту је био 4243.

## Становништво
| 2012. |
| ----- |
| 4.243 |